# Olaria
Olaria là một đô thị thuộc bang Minas Gerais, Brasil. Đô thị này có diện tích 178,493 km², dân số năm 2007 là 2380 người, mật độ 13 người/km².